# Beneath the Scars
Beneath the Scars es el cuarto álbum de la banda de rock 12 Stones, lanzado el 22 de mayo de 2012. En un principio iba a llevar por título "Only Human", pero poco antes de su lanzamiento la banda anunció el cambio de nombre a "Beneath The Scars". Este es el primer álbum que graban con la discográfica EMG, y ha sido grabado en Nashville. Su primer sencillo, "Bulletproof", se ha empezado a escuchar en varias radios de USA desde el mes de junio, y está disponible digitalmente desde el 12 de julio. Durante la grabación del álbum, Kevin Dorr (bajista) decidió abandonar la banda por razones personales, siendo reemplazado por Brad Reynols.

## Lista de canciones
| N.º | Título                    | Duración |  |
| 1.  | «Infected»                | 3:28     |  |
| 2.  | «Bulletproof»             | 3:03     |  |
| 3.  | «For The Night»           | 3:23     |  |
| 4.  | «Worlds Collide»          | 3:40     |  |
| 5.  | «That Changes Everything» | 4:06     |  |
| 6.  | «The One Thing»           | 3:21     |  |
| 7.  | «Blind»                   | 3:55     |  |
| 8.  | «I'm With You»            | 2:56     |  |
| 9.  | «Bury Me»                 | 4:02     |  |
| 10. | «Psycho»                  | 3:12     |  |
| 11. | «Only Human»              | 3:36     |  |
| 12. | «Someone Like You»        | 2:54     |  |
| 13. | «Shine On Me»             | 4:12     |  |
| 14. | «Pretty Poison»           | 4:19     |  |

## Sencillos
1. "Bulletproof"
2. "Worlds Collide"
3. "Infected"